# 우치다 고사이
우치다 고사이(일본어: 内田 康哉, 1865년 9월 29일~1936년 3월 12일)는 일본 제국의 외교관, 정치인이다. 작위는 백작, 내각총리대신 임시대리를 지냈다.

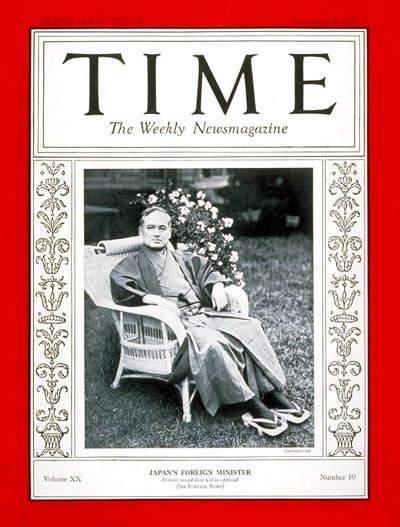
시사주간지 타임의 표지 인물로 나온 우치다 고사이(1932년 9월 5일자)

구마모토번 출신으로 번의 가정에서 태어났다. 도시샤 영어학교에 들어가 2학년때까지 영문학을 전공하다가 자퇴하고 도쿄 제국 대학 법학부에 입학하였다. 이후 외무성에 들어갔다.
사이온지 긴모치, 하라 다카시, 다카하시 고레키요, 가토 도모사부로 내각에서 계속 외무대신으로 근무하였다.
1921년 하라 다카시의 암살과 1923년 가토 도모사부로의 병사로 두 차례 모두 총리대신이 유고하자, 우치다는 내각 서열에 따라 수상 임시대리를 맡았다. 또한 두 번째 대리 시절인 관동 대지진이 일어나자 당시 해군대장인 야마모토 곤노효에가 차기 수상에 오르기까지의 공백기 동안 재해수습을 지휘하였다.
제1차 세계 대전의 강화와 시베리아 출병 등의 전후 처리도 맡기도 하였고, 1930년 귀족원 의원에 선출되었다. 1931년에는 남만주 철도의 총재로 취임하였다. 이때 만주사변이 발발하자 초기에는 사건불확대를 원하였으나, 당시 관동군 사령관 혼조 시게루와 대면한 후 적극적인 확대파로 전향하였다. 이후 사이토 마코토 내각에서 다시 외무대신으로 발탁되면서 만주국을 승인하고, 국제연맹에서 탈퇴하는 것을 추진하였다. 1932년 중의원에서 "나라를 초토화하더라도 만주국의 권익을 양보할 수 없다"고 발언하였다.
1936년 3월 사망하였다.

## 같이 보기
- 남만주철도